# Лесные пожары в Республике Корея (2025)
С 21 марта по 15 мая 2025 года Республика Корея переживала сильнейшую вспышку лесных пожаров, в результате которой по всей стране одновременно возникло более 20 отдельных очагов возгорания. В результате стихийного бедствия погибли как минимум 32 человека, в том числе трое пожарных и один государственный служащий, более 37 000 жителей были вынуждены покинуть свои дома. Первый значительный пожар произошёл в уезде Санчхон, позднее возник сильный пожар в уезде Ыйсон, что вызвало массовую эвакуацию и мобилизацию значительных ресурсов для борьбы с пожарами. В связи с чрезвычайной ситуацией несколько провинций были официально объявлены правительством зонами бедствия.
Исполняющий обязанности президента страны Хан Док Су назвал эти лесные пожары крупнейшими за всю историю наблюдений в Республике Корея.

## Обзор
Пожар в уезде Санчхон начался 21 марта 2025 года и к вечеру 22 марта охватил около 490 га. Горный рельеф в сочетании с сильным ветром и засушливыми условиями значительно затруднил усилия по локализации пожара, и пожарным удалось добиться лишь 35 % локализации, несмотря на значительные ресурсы, направленные на борьбу с пожаром после того, как ранее они достигли 70 % локализации. Пожары в провинции Кёнсан-Пукто охватили около 300 га, а в Гимхэ возникли дополнительные значительные пожары, потребовавшие эвакуации. В Ульсане, уезд Ульджу, вспыхнул лесной пожар.
Дополнительные случаи лесных пожаров были зарегистрированы в центральной провинции Чхунчхон-Пукто и юго-западной провинции Чолла, что указывает на общенациональный масштаб чрезвычайной ситуации.
Дополнительные лесные пожары, вспыхнувшие одновременно, затронули множество регионов в центральной и южной частях страны. Корейская лесная служба выпустила предупреждение о пожарной опасности самого высокого уровня для 12 населенных пунктов, включая Тэджон, Пусан, провинции Северная и Южная Кёнсан. Позже предупреждение было объявлено для всей страны.
25 марта Национальное пожарное агентство повысило уровень реагирования на пожары до наивысшего из трех уровней тревоги.
К этому же дню в результате лесных пожаров сгорело более 15 000 гектаров земли.
В уезде Йондок ранним утром 26 марта 104 жителя, пытаясь спастись от наступающего огня, застряли в прибрежном порту и на волнорезе. Этим людям потребовались последующие спасательные операции береговой охраны Ульджина. СМИ возложили вину за сложившуюся ситуацию на неспособность корейских служб экстренного реагирования скоординировать региональный процесс эвакуации.
В полдень пожарный вертолёт S-76 разбился во время тушения пожара в Ыйсоне, пилот погиб. Позже было установлено, что возраст вертолёта составляет 30 лет.
В тот же день в некоторых высокогорных районах Андона было прекращено водоснабжение из-за перебоев в подаче воды под давлением, вызванных лесным пожаром.

## Жертвы и ущерб
Подтверждено, что в результате лесных пожаров погибли по меньшей мере 24 человека, ещё 26 получили ранения, шесть из них — тяжелые. Двадцать погибших были родом из Ыйсона, четверо — из Санчхона. Большинство погибших были в возрасте от шестидесяти до семидесяти лет. Среди подтверждённых погибших — три пожарных и один работник государственного сектора, которые погибли во время тушения пожара в уезде Санчхон. Ещё пять человек получили травмы во время тушения пожара и нуждались в медицинской помощи. Один гражданский был ранен.
Два мирных жителя были найдены мёртвыми во время эвакуации в Ыйсоне и Андоне соответственно.
Один человек также пропал без вести в Чхонсоне, а по меньшей мере 209 домов и фабрик были разрушены.
25 марта буддийский храм Коунса, одна из штаб-квартир ордена Чоге, сильно пострадал от пожара. Сгорело несколько строений, в том числе сокровищницы Гаунру и Ёнсучжон. Из 30 зданий комплекса только девять не пострадали от огня. Администрация культурного имущества также подтвердила повреждение 15 объектов национального наследия, в основном в Ыйсоне, Андоне и Чхонсоне. Ущерб был нанесен и другим культурным объектам, в том числе перевалу Чхильджокньён на Пэгунсане в провинции Канвондо; 900-летнему дереву гинкго и храму Дубанчжэ эпохи Корё в Хадоне, Южная Кёнсан; вечнозеленому лесу и многовековой крепости в Ульсане; павильону Мансэ эпохи Чосон и дому Санам конца XVIII века в Чхонсоне.
26 марта в Ыйсоне разбился пожарный вертолёт, пилот погиб.

## Расследование
Исполняющий обязанности президента Хан Док Су объяснил лесной пожар в Ыйсоне несчастным случаем, произошедшим по вине человека, который ухаживал за семейным захоронением и воспользовался зажигалкой, в результате чего возникла искра. Причиной пожара в Санчхон-Хадоне стала работа кустореза на ферме, а в пожаре в Ульчжу обвинили сварочные работы на ферме. Причиной пожара в Гимхэ стал сторож кладбища, который сжёг пакет с картошкой, а пожар в Хамьянге, как выяснилось, начался из-за искр от сварочных работ.

## Ответные меры

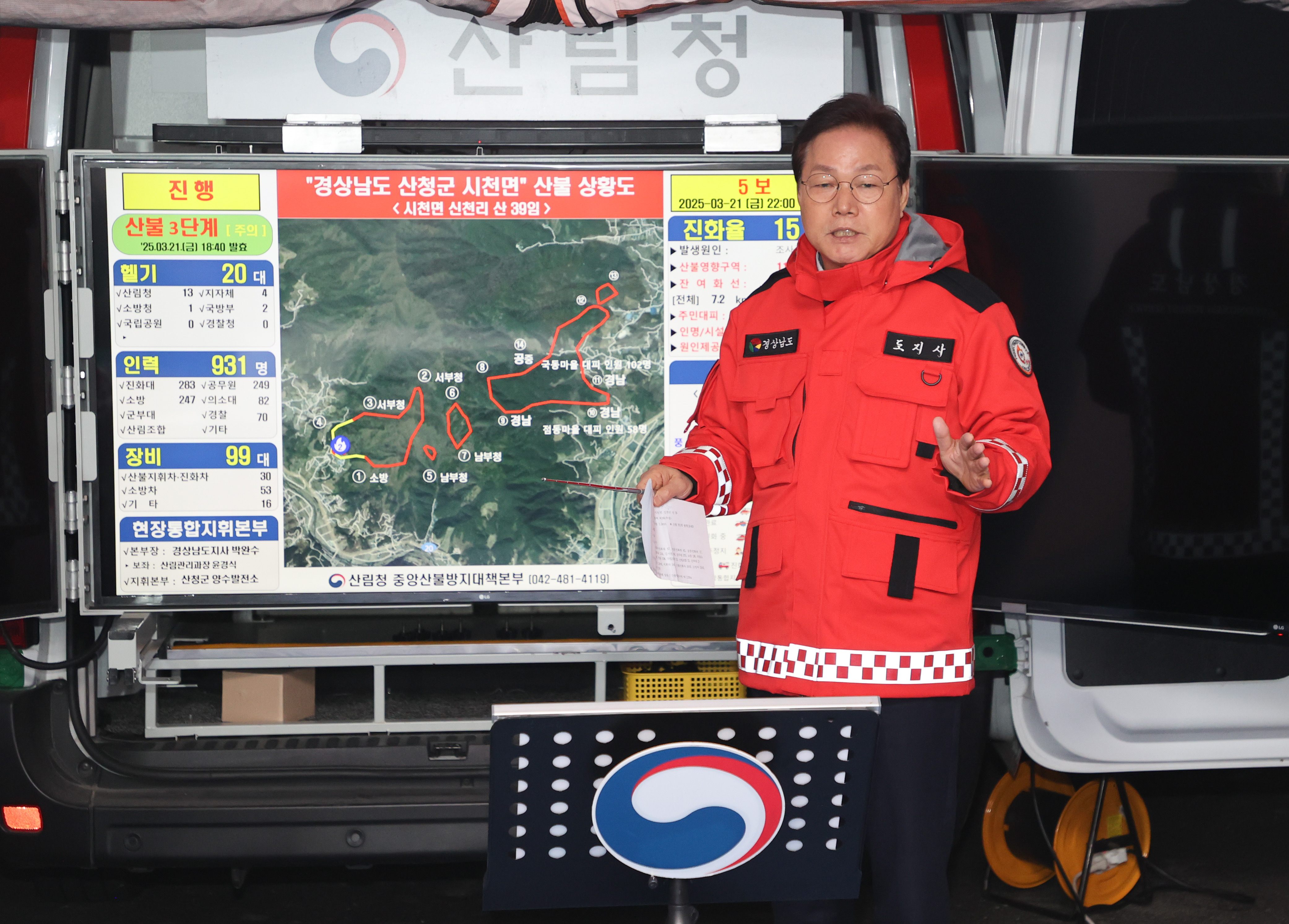
Совещание по ликвидации последствий лесных пожаров в Санчхоне, 21 марта

В операции по тушению пожаров было задействовано около 1600 человек, 35 вертолётов и множество наземной техники. Исполняющий обязанности президента Республики Корея Чхве Сан Мок приказал всем соответствующим государственным учреждениям задействовать максимум имеющихся ресурсов для борьбы с пожарами. Национальная администрация официально объявила провинции Северная и Южная Кёнсан и Ульсан зонами бедствия, что позволило выделить дополнительные ресурсы и принять дополнительные меры по оказанию помощи. Правительство заявило, что выделит специальную субсидию на ликвидацию последствий стихийного бедствия и обеспечение безопасности в размере 2,6 млрд вон (177,4 млн долларов США) для пострадавших районов, и пообещало выделить 50 млн вон в качестве помощи пострадавшим жителям уезда Санчхон.
Правительство страны мобилизовало более 25 % связанных с правительством чиновников и направило более 50 % местных государственных служащих на резервные позиции в районы, находящиеся в «тяжелых» условиях пожара. Военные учения в районах, охваченных предупреждением, были приостановлены, а разрешения на въезд в леса отменены. В районах, где было объявлено «тревожное» предупреждение о пожаре, было мобилизовано более одной шестой части государственных служащих, а более одной трети местных государственных служащих были переведены на резервные позиции. Вооружённые силы Республики Корея направили 6000 человек и 242 вертолёта для оказания помощи в борьбе с пожарами.

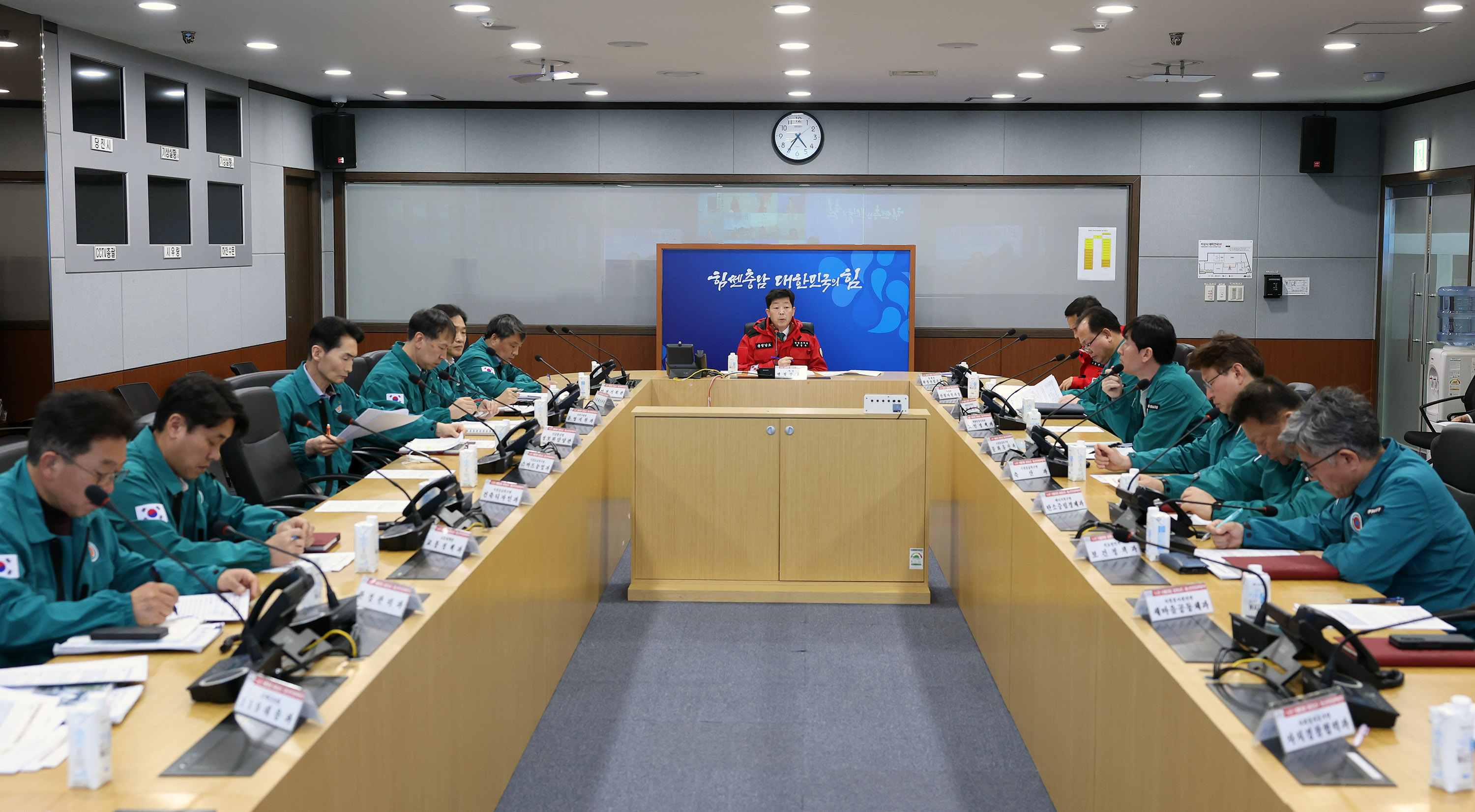
Чрезвычайное совещание по лесным пожарам в провинции Южная Чхунчхон, 25 марта

В результате чрезвычайной ситуации по меньшей мере 27 079 человек были вынуждены покинуть свои дома и эвакуировать жителей из 15 деревень в пострадавших районах. В частности, 260 жителей уезда Санчхон были эвакуированы во временные убежища после того, как их дома были уничтожены лесными пожарами с окрестных склонов, 500 человек были перемещены в уезд Ыйсон и десятки жителей Гимхэ. Лесной пожар, распространившийся в уезде Ульчжу в Ульсане, вызвал необходимость эвакуации около 80 человек. Кроме того, власти закрыли несколько участков автомагистралей и железных дорог в юго-восточных регионах, включая основную трассу, соединяющую Ульсан и Пусан, второй по величине мегаполис страны. Власти также распорядились эвакуировать 2600 заключенных тюрьмы Чхонсон после того, как лесные пожары достигли уезда Чхонсон со стороны Ыйсона, а 800 заключенных были эвакуированы из тюрьмы Андон. Эвакуации подобного размера стали первыми крупномасштабными операциями такого рода, проведенными Министерством юстиции в связи со стихийным бедствием.
В связи с угрозой культурному наследию в этом районе Администрация культурного имущества 25 марта впервые повысила уровень опасности стихийного бедствия до «серьезного», самого высокого в своей четырёхуровневой системе предупреждения. Агентство также сообщило, что из пострадавших районов было перемещено 15 исторических объектов, включая 10 национальных сокровищ, в том числе экспонаты из Бончжонса в Андоне, Бусокса в Ёнджу и Гунса в Ыйсоне. Также было подтверждено восемь случаев повреждения культурных объектов, в том числе в храме Гоунса, где из 30 зданий комплекса сохранились девять. Среди них были зал Ёнсу и павильон Гаунру, признанные национальными сокровищами. Были отданы распоряжения об эвакуации жителей совона Бёнсан и народной деревни Хахо, которые являются объектами Всемирного наследия ЮНЕСКО, а также храма Тэджон в Чхонсоне. Для защиты деревни в Хахо была направлена большая пожарная пушка, а также 14 пожарных машин и 98 человек персонала.
Отстранённый от должности президент Юн Сок Ёль выразил соболезнования в связи с лесными пожарами. После восстановления в должности исполняющего обязанности президента, Хан Док Су направил собственноручные письма родственникам погибших и сообщил, что встретится с другими жертвами лесных пожаров 24 марта. Он также приказал местным органам власти «мобилизовать все имеющиеся административные ресурсы, чтобы жители пострадавших районов могли быстро перебраться в безопасные места», и объявил о пресечении незаконного сжигания мусора, а также о пересмотре правительственных правил по предотвращению лесных пожаров и реагированию на них.
Hyundai Motor Group, SK Group и LG Group пожертвовали по 2 млрд вон (1,26 млн долларов США) на помощь в восстановительных работах, Lotte Group пожертвовала 1 млрд вон, а Shinsegae Group — 500 млн вон. Они также прислали дополнительные услуги и оборудование, включая восемь автомобилей и другую технику и предметы первой необходимости. SPC Group и Oriental Brewery доставили бутилированную воду в пострадавшие районы.
Многие деятели Кей-попа направили пожертвования на помощь пострадавшим, в том числе уроженец Ульджу певец Ли Чан Вон, который передал 100 миллионов вон (68 000 долларов США) Корейской ассоциации помощи пострадавшим, гёрл-группа Le Sserafim, которая пожертвовала 50 миллионов вон Национальной ассоциации помощи пострадавшим от стихийных бедствий «Мост надежды», и певица Тхэён, которая пожертвовала 100 миллионов вон Корейскому Красному Кресту.

## Критика
Меры реагирования на стихийные бедствия стали предметом серьёзной критики со стороны СМИ, которые заявили, что нескоординированные и «незрелые» меры реагирования способствовали увеличению числа погибших и пострадавших в результате лесных пожаров.
Текстовые оповещения о чрезвычайных ситуациях были названы бессистемными и запутанными. Уведомления об эвакуации часто рассылались непосредственно перед тем, как огонь переходил на новые территории, что давало жителям минимальное время на подготовку к эвакуации. В некоторых случаях инструкции по эвакуации были противоречивыми, а места эвакуации менялись в течение нескольких минут после первоначальных указаний. Кроме того, в сообщениях об эвакуации отсутствовали практические способы самоэвакуации и не учитывались сложные потребности уязвимых групп населения, особенно пожилых людей, среди которых было несколько погибших. Новостное агентство Yonhap News назвало использование общего приказа об эвакуации только после того, как пожар стал неминуемым, вместо последовательной эвакуации заранее, когда пожары начались несколькими днями ранее, ситуацией, напоминающей «поле боя с очередью беженцев».
Задержание 104 жителей уезда Ёндок в прибрежном порту и на волнорезе при попытке спастись от наступающего огня ранним утром было расценено как следствие неправильной координации процесса эвакуации. Критики отметили, что, несмотря на продемонстрированную способность пожара быстро распространяться между юрисдикциями, власти, похоже, не захотели отдать приказ о превентивной эвакуации в районах, которые явно подвергались риску, судя по развитию пожара и погодным условиям.
Представители органов управления чрезвычайными ситуациями признали недостатки в своей работе по ликвидации последствий стихийного бедствия, подчеркнув при этом трудности, возникшие в результате лесных пожаров. В официальном заявлении неудачи объясняются беспрецедентной сложностью координации эвакуации в условиях ураганного ветра, который быстро менял направление, в сочетании с практически нулевой видимостью. Власти отметили, что, хотя большинство жителей были успешно эвакуированы, они признают ответственность за тех, кто погиб во время попыток эвакуации. Официальные лица назвали динамичный характер ситуации с лесными пожарами фактором, обусловившим изменения в директивах по эвакуации, объяснив, что обозначенные безопасные зоны пришлось корректировать по мере изменения поведения огня.